# باتلاق

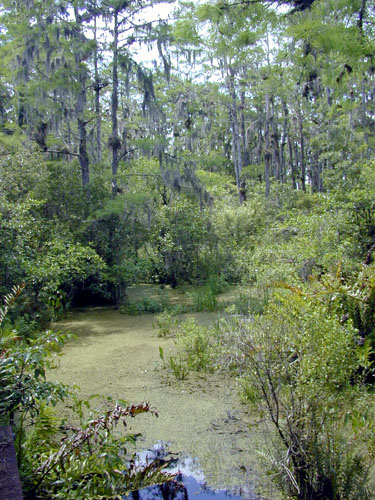
یک باتلاق در فلوریدا

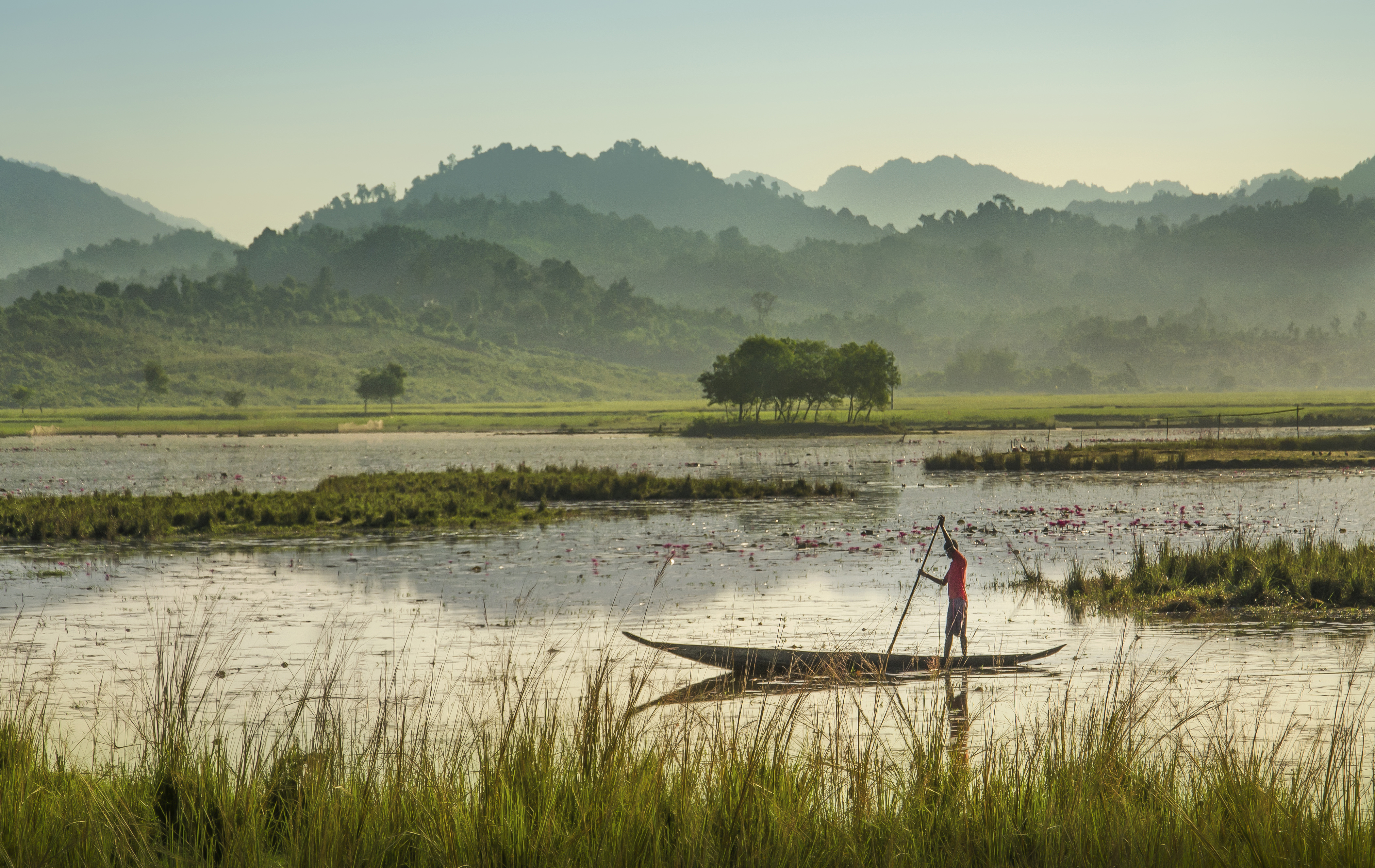
نگاره‌ای از طبیعت زیبای منطقهٔ باتلاقی دبیر هوآر، در منطقه مرزی بنگلادش و هند.

باتلاق پهنه‌ای از زمین پست است که از رطوبت اشباع شده و معمولاً رستنی‌هایی بر آن روئیده باشد و برخلاف مانداب (مرداب) پوشیده از آب نیست باتلاق در گروه تالابها قرار دارد و برخلاف خلاش رستنی‌های آن در حال پوسیدن نیستند، گرچه واژه‌های باتلاق و مانداب و خلاش به‌طور مترادف هم استفاده شده‌اند.